# Olivella
Olivella település Spanyolországban, Barcelona tartományban. Lakosainak száma 4419 fő (2024).

## Földrajza
Olivella Sitges, Sant Pere de Ribes, Avinyonet del Penedès, Begues, Canyelles és Olèrdola községekkel határos.

## Népesség
A település lakosságának változását az alábbi diagram mutatja:
| Lakosok száma | 155  | 415  | 227  | 158  | 200  | 2011 | 3340 | 3609 | 3799 | 4419 |
|               | 1717 | 1887 | 1936 | 1960 | 1986 | 2004 | 2009 | 2014 | 2019 | 2024 |